# Vendsyssel Forenede Fodboldklubber
Il Vendsyssel Forenede Fodboldklubber, noto semplicemente come Vendsyssel, è una società calcistica danese con sede nella città di Hjørring. Milita nella 1. Division, la seconda divisione del campionato danese.

## Storia
Il Vendsyssel è stato costituito nel 2013 come risultato di una cooperazione tra Hjørring Idrætsforening e Frederikshavn forenede Idrætsklubber. Più specificatamente, la squadra ha preso il posto del Football Club Hjørring, ereditandone la licenza.

## Organico

### Rosa 2019-2020
Aggiornato al 15 settembre 2019.
| N. |                           | Ruolo | Calciatore          |
| -- | ------------------------- | ----- | ------------------- |
| 1  | Danimarca (bandiera)      | P     | Nicolai Flø         |
| 2  | Danimarca (bandiera)      | D     | Jeppe Svenningsen   |
| 3  | Danimarca (bandiera)      | D     | Jakob Hjorth        |
| 4  | Danimarca (bandiera)      | D     | Lasse Steffensen    |
| 5  | Danimarca (bandiera)      | D     | Jakob Blåbjerg      |
| 6  | Danimarca (bandiera)      | C     | Mikkel Frankoch     |
| 7  | Danimarca (bandiera)      | A     | Wessam Abou Ali     |
| 8  | Danimarca (bandiera)      | C     | Rasmus Vinderslev   |
| 9  | Ghana (bandiera)          | A     | Solomon Safo-Taylor |
| 10 | Costa d'Avorio (bandiera) | A     | Tiémoko Konaté      |
| 11 | Danimarca (bandiera)      | A     | Christoffer Boateng |
| 12 | Danimarca (bandiera)      | C     | Allan Høvenhoff     |
| 13 | Danimarca (bandiera)      | D     | Søren Henriksen     |
| 14 | Nigeria (bandiera)        | A     | Emmanuel Ogude      |

| N. |                        | Ruolo | Calciatore           |
| -- | ---------------------- | ----- | -------------------- |
| 15 | Danimarca (bandiera)   | D     | Andreas Kaltoft      |
| 16 | Danimarca (bandiera)   | P     | Peter Friis Jensen   |
| 18 | Danimarca (bandiera)   | D     | Mads Boe Mikkelsen   |
| 19 | Paesi Bassi (bandiera) | C     | Ali Messaoud         |
| 20 | Danimarca (bandiera)   | C     | Daniel Christensen   |
| 21 | Danimarca (bandiera)   | C     | Morten Knudsen       |
| 22 | Stati Uniti (bandiera) | A     | Seyi Adekoya         |
| 23 | Danimarca (bandiera)   | A     | Sebastian Czajkowski |
| 26 | Paesi Bassi (bandiera) | C     | Jelle van der Heyden |
| 28 | Paesi Bassi (bandiera) | D     | Jeroen van der Lely  |
| 29 | Danimarca (bandiera)   | A     | Marcus Solberg       |
| 35 | Danimarca (bandiera)   | C     | Mikkel Wohlgemuth    |
|    | Danimarca (bandiera)   | A     | Lucas Jensen         |
|    | Danimarca (bandiera)   | C     | Ayo Simon Okosun     |

## Palmarès

### Altri piazzamenti
- Coppa di Danimarca:

Semifinalista: 2016-2017
- 1. Division:

Secondo posto: 2016-2017
Terzo posto: 2017-2018